# On-balance volume
O On-balance Volume (OBV) é um indicador de análise técnica que relaciona preço e volume para identificar tendências de alta e de baixa no mercado financeiro.
A oscilação dos preços, mesmo que pequena, é potencializada pela aplicação do volume negociado. Dessa forma, pode-se deduzir que um acréscimo desse indicador denuncia a entrada de grandes investidores naquele ativo. Da mesma forma, uma redução em seu valor indica a saída de capital forte do papel analisado. A estratégia dos investidores que usam o OBV é seguir os passos dos grandes investidores, normalmente mais preparados para tomar decisões no mercado.

Vale ressaltar que o tipo de volume calculado interfere diretamente no resultado do indicador, visto que volume real é diferente do volume de "tick".

A fórmula é a seguinte:
{\displaystyle OBV=OBV_{anterior}+\left\{{\begin{matrix}volume&\mathrm {se} \ fechamento>fechamento_{anterior}\\0&\mathrm {se} \ fechamento=fechamento_{anterior}\\-volume&\mathrm {se} \ fechamento<fechamento_{anterior}\end{matrix}}\right.}